# Faster Pussycat
I Faster Pussycat sono una band sleaze/hair metal formata a Los Angeles nel 1986 prendendo il nome dal cult movie Faster, Pussycat! Kill! Kill!, diretto da Russ Meyer nel 1965.
Musicalmente traggono ispirazione da diversi gruppi hard rock, rock & roll, glam rock e Punk rock come Rolling Stones, Aerosmith, Sex Pistols, New York Dolls, Kiss, Hanoi Rocks e altri. Diventarono presto tra i maggiori esponenti dello sleaze glam metal assieme a Guns N' Roses e L.A. Guns.

## Storia
I Faster Pussycat si formarono nel 1986 a Hollywood, durante il boom del glam metal dei fine anni ottanta. La prima formazione comprendeva Taime Downe alla voce, (che era il co-proprietario del famoso club di Los Angeles chiamato Cathouse), Brent Muscat e Greg Steele alla chitarra, Kelly Nickels al basso (ex L.A. Guns), e Mark Michals alla batteria. Il gruppo firmò un contratto con l'Elektra Records nel dicembre 1986, e si aprirono così le porte per il successo.

### La strada del successo
La band realizzò la sua prima produzione Faster Pussycat nel 1987 e venne prodotto da Ric Browde, già produttore dei Poison. Il disco vedeva al basso il neoentrato Eric Stacy al posto di Nickels che abbandonò a causa di un incidente in moto. L'album venne pubblicato lo stesso anno in cui i Guns N' Roses pubblicarono il famosissimo album Appetite for Destruction, le due band così parteciparono insieme ad un tour di successo nel Regno Unito nello stesso anno. Anche se i GNR riscossero più successo dei Faster Pussycat, soprattutto nelle vendite dell'album, la band riuscì comunque a riscuotere un notevole successo, seguirono così parecchi videoclip promozionali del primo album per canzoni come "Cathouse", "Bathroom Wall" and "Don't Change That Song". Negli Stati Uniti la band partecipò a tour con importanti gruppi della scena come Alice Cooper, David Lee Roth e Motörhead.
Taime, assieme al suo amico, e futuro VJ di MTV Headbanger's Ball, Riki Rachtmen, aprì un club sulla Sunset Strip chiamato The Cathouse, che la band utilizzò come salaprove e dove suonavano ogni volta che tornavano dai concerti.
Durante questo periodo la band partecipò al documentario "The Decline of Western Civilization Part II: The Metal Years" (1988). Questo documentario descriveva la scena heavy metal della Los Angeles dei tardi anni 80 e non solo, e i Faster Pussycat furono uno dei gruppi intervistati assieme a molti altri come gli Aerosmith, Poison, i Kiss, Alice Cooper, Megadeth, Lizzy Borden, London, Lemmy Kilmister, Tuff.
Un anno dopo, la band registrò l'album di maggior successo, Wake Me When It's Over. Ricevettero il disco d'oro, e l'album vendette molto bene, soprattutto grazie al singolo "House Of Pain". Vennero anche prodotti dei videoclip per le tracce "House Of Pain" e "Poison Ivy".
Il giorno prima del tour Europeo per l'album nel 1990 con gli Almighty e Dangerous Toys, il batterista Mark Michals venne arrestato a Omaha, Nebraska, per aver tentato di spedire eroina per posta alla sua stanza d'hotel, e successivamente venne cacciato dalla band. Frankie Banali dei Quiet Riot, si offrì per sostituire Michals durante il tour, successivamente venne arruolato dal gruppo Brett Bradshaw come batterista a tempo indeterminato. Seguirono tour negli Stati Uniti con i Kiss e i Mötley Crüe.
Nel 1990, la band registrò la reinterpretazione di Carly Simon "You're So Vain" per una compilation chiamata "Rubáiyát: Elektra's 40th Anniversary". Venne anche girato un video di questo brano, dove Taime Downe appariva per la prima volta con i capelli scuri. Il brano venne più tardi incluso nel EP Belted, Buckled and Booted del 1992, che conteneva anche singolo "Nonstop To Nowhere", "Too Tight" e "Charge Me Up".

### Il declino e lo scioglimento
Il terzo album Whipped! del 1992 aveva un sound più cupo, diverso dai lavori precedenti e dal classico stile del gruppo. L'album non ebbe successo, anche a causa del declino del Glam metal, soppiantato dall'ondata Grunge. I videoclip promozionali "Body Thief" e "Nonstop To Nowhere" vennero trasmessi per un breve periodo. La band venne scaricata inoltre dalla Elektra Records nel 1992, e si sciolse così l'anno seguente, suonando per l'ultima volta insieme, il 6 di luglio del 1993 in Giappone.

### Dopo lo scioglimento
Dopo lo scioglimento dei Faster Pussycat Taime si spostò a Chicago per collaborare con i Pigface. Poco dopo egli tornò a Los Angeles e formò la industrial rock band assieme anche a Kyle Kyle dei Bang Tango chiamata The Newlydeads, con cui egli pubblicherà diversi album.
Brent Muscat cercò alcuni lavori occasionali per tirare avanti. Dopo alcuni anni cominciò a dedicarsi nuovamente alla musica partecipando al nuovo progetto di Phil Lewis (ex L.A. Guns), i "The Liberators" nel 1998 e i "Bubble" con l'ex bassista delle Vixen Share Pedersen, fino al 1999. Egli raggiunse anche gli L.A. Guns nel 2000 per un tour estivo con cui registrò anche due tracce live che vennero poi pubblicate nel cover album Rips the Covers Off (2004). Tuttavia egli restò con i Bubble fino al 2001 quando i Faster Pussycat si riunirono. Mantenendo l'attività con il gruppo, egli si dedicò ad alcuni progetti paralleli come i "Sinthetics" nel 2001 e in una band con l'ex batterista dei Guns N' Roses Steven Adler chiamato inizialmente "Suki Jones", progetto poi rinominato come Adler's Appetite.

### La reunion
Nello stesso 2001 Downe, pubblica a nome dei Faster Pussycat la raccolta "Between the Valley of the Ultra Pussy" con pezzi remixati in stile industrial rock, includendo anche la reinterpretazione dei Kiss "I Was Made For Loving You". Brent Buscat e Greg Steele intrapresero un'azione legale nei confronti di Downe in quanto pubblicò l'album senza consultare gli altri membri. Essi vinsero la causa e vennero invitati e rientrare nella band. La neonata band era formata da Taime Downe (voce), Brent Muscat (chitarra), Greg Steele (chitarra), e in aggiunta tre membri del gruppo di Downe, i The Newlydeads, Xristian Simon (chitarra), Danny Nordahl (basso) (ex The Throbs), e Chad Stewart (batteria) (Nordahl e Stewart suonarono anche nei Motochrist).
La band aprì un concerto estivo da spalla ai Poison e Cinderella al "Hollyweird World Tour 2002". Nel 2005 Muscat viene colpito da un cancro alla lingua ed i Faster Pussycat continuarono il progetto sostituendolo temporaneamente con Eric Griffin dei Murderdolls, partecipando ad alcuni tour negli Stati Uniti. Muscat si lamentò del fatto accusando Downe di aver mentito sulle sue condizioni, e di aver nascosto il vero motivo per cui il chitarrista non avrebbe raggiunto la band, non contattandolo. Questa fu una delle prime liti interne nate tra diversi membri della band. Muscat affermò poi di aver cercato di ricontattare Downe e Steele per ricomporre la band, ma non ricevette mai risposta.
Nel 2006, Taime Downe, con un'altra formazione, o meglio con la formazione dei The Newlydeads pubblicherà dopo 14 anni il quarto album sotto il nome di Faster Pussycat, pur rimanendo l'unico membro originario. L'album, intotlato "The Power and the Glory Hole" presenta un sound più moderno e con influenze elettroniche. Downe venne successivamente accusato dai membri originali della band di aver pubblicato l'album a nome dei Faster Pussycat senza permesso. Sempre secondo i vecchi membri, Downe avrebbe dovuto pubblicare l'album sotto il nome della sua band attuale, i "The Newlydeads", poiché la formazione che registrò l'album era effettivamente la formazione dei The Newlydeads, e lo stesso stile dell'album si rifaceva molto allo stile industrial rock della band di Downe.

### Diverbi e nuova Reunion dei Pussycat

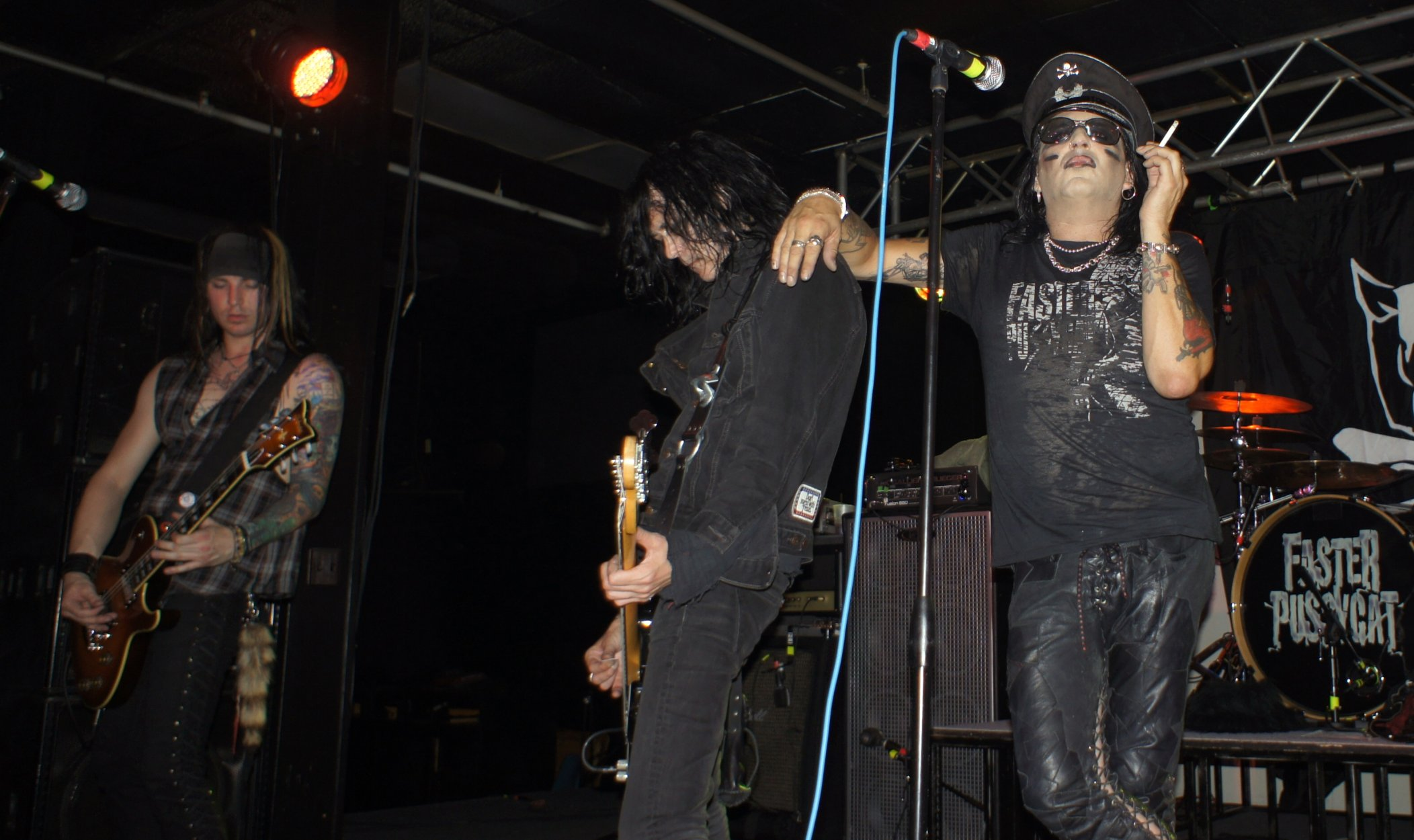
Faster Pussycat nel 2008

Nel frattempo Muscat ottiene il 100% dei diritti per il nome del gruppo, e riforma i Faster Pussycat senza Taime Downe. Muscat assieme agli altri due membri originali Eric Stacy (basso) e Brett Bradshaw (batteria), venne affiancato dal nuovo singer Kurt Frohlich e dal nuovo chitarrista Todd Kerns. La band partecipa a tour negli Stati Uniti e in Europa. Taime Downe di risposta alla riunione senza la sua presenza, accusa i vecchi membri di non averlo chiamato per la riunione, ed afferma che realmente questa nuova formazione è solo una band "tributo" ai Faster Pussycat. Muscat e compagni affermano il contrario.
Nell'estate 2007, Brent Muscat decise di non portare avanti la battaglia legale contro Taime Downe e scioglierà conseguentemente la sua versione dei Faster Pussycat. Muscat cederà quindi i diritti a Tiame Downe che porterà avanti ufficialmente i nuovi Faster Pussycat. Questa formazione sarà composta da Downe ed i membri dei Newlydeads Xristian Simon (chitarra), Michael Thomas (chitarra), Danny Nordahl (basso, ex The Throbs), Chad Stewart (batteria).

## Formazione

### Formazione attuale
- Taime Downe - voce (1986-1993, 2001-2006, 2007-oggi)
- Xristian Simon - chitarra (2006, 2007-oggi)
- Michael Thomas - chitarra (2006, 2007-oggi)
- Danny Nordahl - basso (2006, 2007-oggi)
- Chad Stewart - batteria (2006, 2007-oggi)

### Ex componenti
- Kurt Frohlich - voce (2006-2007)
- Brent Muscat - chitarra (1986-1993, 2001-2005, 2006-2007)
- Todd Kerns - chitarra (2006-2007)
- Eric Stacy - basso (1987-1993, 2006-2007)
- Brett Bradshaw - batteria (1990-1993, 2006-in attività)
- Kelly Nickels - basso (1986-1987)
- Greg Steele (Caesare) - chitarra (1986-1993, 2001)
- Mark Michals (Jackie Jones) - batteria (1986-1990)
- Mick Cripps - chitarra (???)
- Paul Black - batteria (???)
- Walter Adams - basso (???)

### Turnisti
- Tracii Guns - chitarra live (2001)
- Frankie Banali - batteria live (1990)
- Eric Griffin - chitarra live (2005)

## Discografia

### Album in studio
- 1987 - Faster Pussycat
- 1989 - Wake Me When It's Over
- 1992 - Whipped!
- 2006 - The Power and the Glory Hole

### EP
- 1990 - Live and Rare
- 1992 - Belted, Buckled and Booted

### Live
- 2009 - Front Row for the Donkey Show

### Raccolte
- 1994 - The Best of Faster Pussycat
- 2000 - Greatest Hits
- 2001 - Between the Valley of the Ultra Pussy
- 2005 - Rhino Hi-Five: Faster Pussycat
- 20? - Babylon - The Elektra Years 1987-1992 (4 cd)

### Singoli & EP
- 1989 - Poison Ivy
- 1990 - House of Pain
- 1991 - House of Pain/You're So Vain
- 1992 - Nonstop to Nowhere
- 2006 - Rhino Hi-Five: Faster Pussycat